# テチコッタカブ・ラマチャンドラン
テチッコットゥカブ・ラマチャンドラン（Thechikkottukavu Ramachandran）は、ケララ州のテチッコットゥカヴ・デヴァソム寺院が所有するインド象 。「ラマン」と通称され、319cmの身長を誇るアジアで最も背の高い飼育された象である。「エカチャトラディパティ（Ekachatradhipathi）（唯一の皇帝）」という称号が授与されている。1984年に購入されるまで、「モティ・プラサド」という名前だったと報じられている。

## 概要

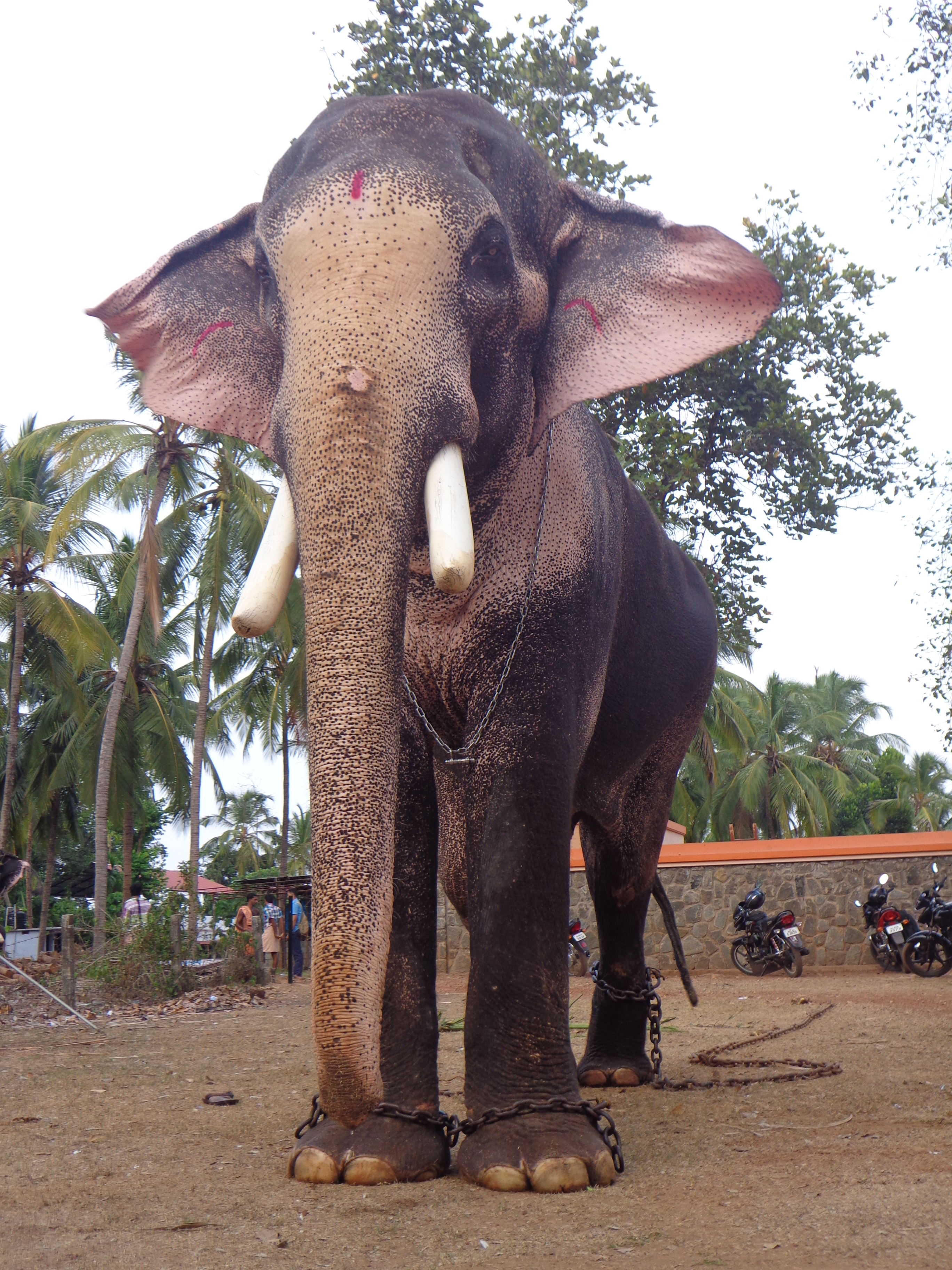
テチッコットゥカブ・ラマチャンドラン

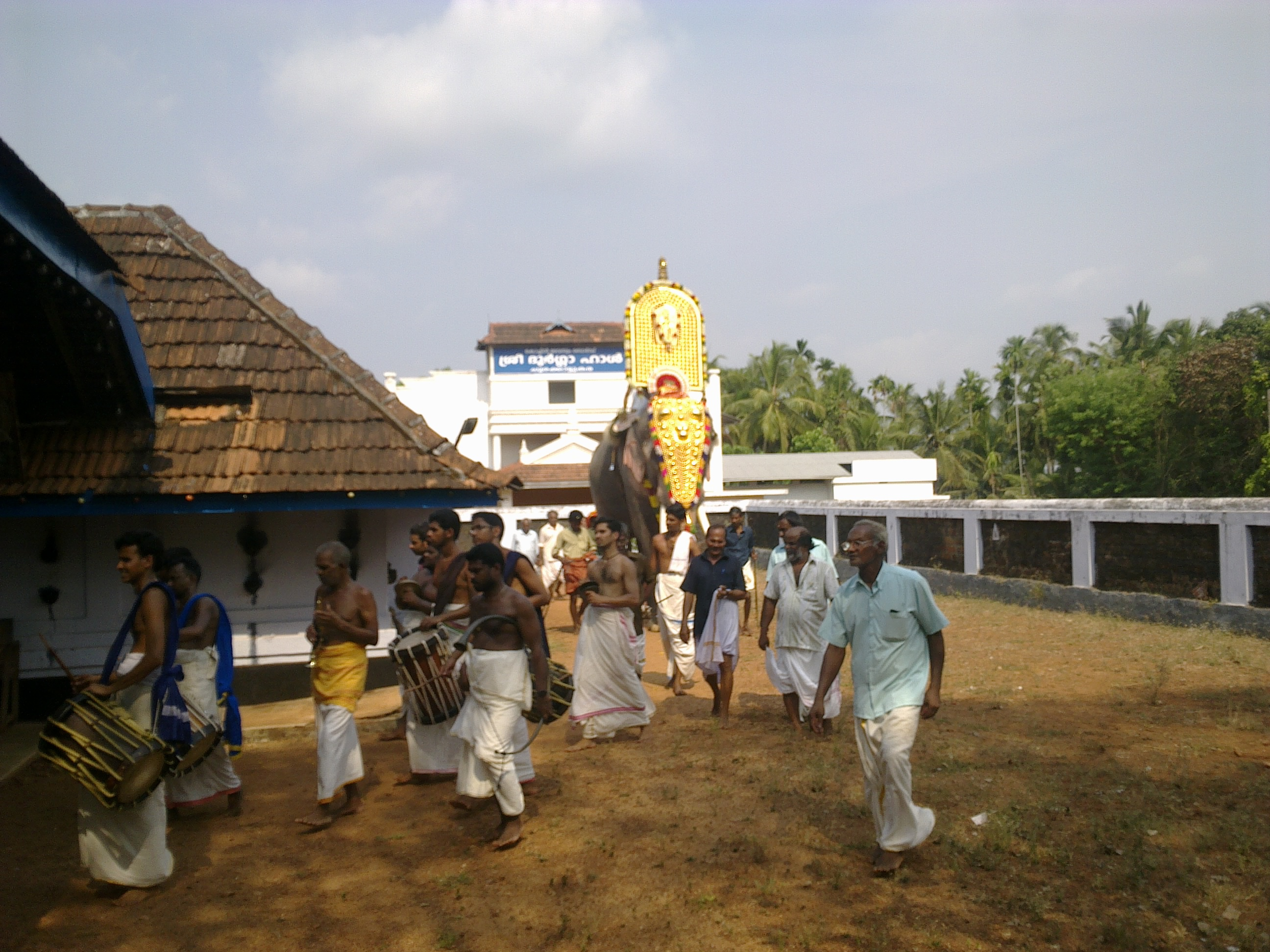
2011年におけるラマンチラ寺院にて

ラマチャンドランは左目の視力を失っている。これは、調教師が暴力的な事件（後述）後に彼を罰した結果だと報じられている。また、高齢のため、もう一方の目の視力を失いつつあると報じられている。Facebookのファンページを保有し、122,000人のフォロワーがいると2023年の記事に報じられている。
ラマンは複数のプーラムの祭礼で重要な役割を果たしている。2018年、トリッシュールのワタックンナータ寺院でトリッシュール・プーラムの開幕を告げるラマンのパフォーマンスを5万人の観客が観覧した.。
彼の健康状態と公の出演は、議論の的となっている。彼の出演時には、花火と大規模な群衆がいたと報告されている 。飼育員は、彼が誰にも危害を加えておらず、適切にケアされていると主張しているが、これらの主張は、観客らによって否定されており、ラマンが公の場で苦痛や痛みの兆候を示していると主張されている 。ケララ州の飼育象の死亡率は高いと報告されており、2018年に12頭、前の27ヶ月間で58頭が死亡している。動物愛護活動家の一部が、彼の公の出演に抗議し、ある獣医師は、「象をパレードさせることは、神に捧げるという名目で動物に苦痛を与える行為に他ならない」との主張もある。ラマンの扱いに抗議した告発者少なくとも1人が、死亡脅迫やオンラインでの嫌がらせを受けたとの報告がある。

## 事件
寺院の委員会がオークションに参加し、彼の祭典への参加権が競売にかけられたと報じられている。
ラマンの人気を当て込んで、ケララの寺院は祭典で神像を運ばせることを希望していた。ラマンは以前、13人から15人の死亡と少なくとも3頭の象の死亡を引き起こしたとして、それは当局によって禁止されていた。ラマンに近い人物は、象が故意に人を殺したのではなく、偶然だったと主張し、禁止措置は解除されラマンは祭りに参加し続けることが許可された。象とそのマハウト（象使い）たちは、メディアや他の象の所有者から批判を受けており、2015年にはラマンの餌に刃物を混ぜて殺害しよう試みられたことが報告されている。
ラマンは過去に複数回、公の場で展示が禁止されている。

## トリッシュール・プーラム
2011年から、ラマンはトリシュール・プーラム（最大級のプーラム祭）で「プーラ・ヴィランバラム」を奉納しいる。 
トリシュール・プーラムの伝統的な宣言式で、テッケ・ゴプラー・ナダの門が儀式的に開かれるこの行事は、ラマンという象の存在により人々が集まるようになり広まった 。
2019年の事件でラマンが2人を踏み殺したため、医療専門家パネルが医学的に不適格と判断し、同象は寺院祭典でのパレード参加が禁止さた 。
2019年5月11日、3人の獣医師からなるチームが象の健康診断を実施し、適性検査に合格させたため、トリシュール・プーラムへの参加が条件付きで許可された。

## 参照
- 実在した象の一覧